# 2112 (album)
2112 je čtvrté studiové album od kanadské rockové skupiny Rush, vydané v roce 1976. Torontský záznam koncertu byl vydán jako živé album All The World's a Stage v září 1976.
Album 2112 je sedmidílnou suitou, kterou napsali Geddy Lee a Alex Lifeson, texty napsal Neil Peart. Suita vypráví příběh odehrávající se v roce 2112. I když je někdy album označováno za koncepční, technicky vzato jím není, protože skladby na druhé straně s tématem suity na první straně vůbec nesouvisí. Rush zopakovali toto aranžmá ještě na albu z roku 1978 Hemispheres.
2112 je jedním ze dvou alb skupiny Rush zapsaných v seznamu 1001 alb která musíte slyšet dříve než zemřete. V roce 2006 bylo album zvoleno posluchači rozhlasové stanice Planet Rock jako nejlepší album skupiny.

## Track listing
Všechny texty napsal Neil Peart, hudbu Geddy Lee a Alex Lifeson, pokud není uvedeno jinak.
1. "2112" – 20:33
  - I: "Overture" – 4:33 (0:00—4:33)
  - II: "The Temples of Syrinx" – 2:12 (4:33—6:45)
  - III: "Discovery" (music: Lifeson) – 3:29 (6:45—10:14)
  - IV: "Presentation" (music: Lifeson) – 3:42 (10:14—13:56)
  - V: "Oracle: The Dream" – 2:00 (13:56—15:56)
  - VI: "Soliloquy" – 2:21 (15:56—18:17)
  - VII: "Grand Finale";– 2:14 (18:17—20:33)
2. "A Passage to Bangkok" – 3:34
3. "The Twilight Zone" – 3:17
4. "Lessons" (Lifeson) – 3:51
5. "Tears" (Lee) – 3:33
6. "Something for Nothing" (music: Lee) – 3:58

## Obsazení

### Rush
- Geddy Lee – baskytara, zpěv, akustická kytara, syntezátor
- Alex Lifeson – akustické a elektrické kytary
- Neil Peart – bicí nástroje

### Hostující hudebníci
- Hugh Syme – mellotron na "Tears"